# Storena rugosa
Storena rugosa är en spindelart som beskrevs av Simon 1889. Storena rugosa ingår i släktet Storena och familjen Zodariidae.
Artens utbredningsområde är Nya Kaledonien. Inga underarter finns listade i Catalogue of Life.